# Turški vpadi
Turški vpadi na slovensko ozemlje so potekali od 15. do 16. stoletja, ko je vojska Osmanskega imperija večkrat vdrla in oplenila habsburške dežele. Današnja Slovenija je bila takrat razdeljena na dežele (Kranjska, Štajerska, Koroška, Goriška in mesto Trst).    
Prvič so Turki vpadli na ozemlje današnje Slovenije 9. oktobra leta 1408, ko so vpadli v Belo krajino in izropali okolico Metlike. To je poročal Janez Vajkard Valvasor. Vpadi so trajali približno 200 let. Ko so Turki zavzeli Bizantinsko cesarstvo in še Bosno, so njihovi vpadi prek Hrvaške v današnjo Slovenijo sledili vsako leto. Najbolj so trpeli ljudje na Kočevskem, Krasu in Beli krajini. Turški vpadi pa so se leta 1593 z veliko zmago notranjeavstrijskih in hrvaških čet nad Turki pri Sisku končali. 
Prvi turški vpadi v Slovenijo so bili roparski pohodi. Turki so požigali vasi, pobijali ljudi, mlade fante so ugrabili ter jih vzgojili v janičarje, ostale ljudi, ki so bili dovolj močni, so odpeljali v suženjstvo, kradli so živino ter pridelke, denar ter se s plenom vrnili v takratno Osmansko carstvo. Med izhodišča vpadov je spadala tudi Bosna, ki so jo osvojili Turki. 

## Turško prodiranje na Balkanski polotok
- 1371 Po bitki na Marici Turki zavzamejo Makedonijo.
- 1389 V bitki na Kosovem polju Turki premagajo srbsko vojsko.
- 1396 Turki osvojijo Bolgarijo.
- 1408 Začnejo se roparski vpadi turške konjenice v slovenske dežele. Prebivalstvo se brani s tabori, prihode Turkov naznanjajo s kresovi. Na Hrvaškem v obrambo pred Turki nastane Vojna krajina, v kateri se naseljujejo slovanski ubežniki (uskoki).
- 1415 Turki pred Ljubljano
- 1463 Turki osvojijo Bosno
- 1453 Turki osvojijo Konstantinopel.
- 1529 Turki pred Dunajem

## Turška vojska
Turki so bili z močjo svoje vojske na vrhuncu sredi 16. stoletja. Najbolj nevarni vojaki Osmanskega carstva so bili janičarji. To so bili ujeti poturčeni krščanski dečki. Janičarji so sestavljali udarne oddelke turške vojske.
Turška vojska skoraj nikoli ni sprejela odprtega boja, saj je bila njena moč v obleganju mest in utrdb s topovi. 
Oborožitev je sestavljalo:
- ognjeno orožje, ki so ga imeli večinoma samo janičarji;
- hladno orožje, predvsem lok, ki je bil med glavnimi orožji turške vojske in v rokah izurjenega strelca zelo dobro orožje. Poleg loka je bilo glavno orožje Turkov sablja. Imela je enorezno, zelo redko dvorezno krivo rezilo. Sablja se od meča razlikuje po obliki (meč je raven, sablja pa kriva). Razširjeno turško orožje so bila metalna kopja, handžarji in bojni bati.

## Obramba Slovencev
Obramba slovenskega ozemlja je bila nezadostna. Gradovi in utrdbe so dajali varno zatočišče samo plemičem in njihovim ljudem, kmetje pa so se morali znajti sami. V času prvih vpadov so bežali v jame ali se skrivali okoli cerkva, zaradi pogostih turških vpadov pa so kmetje začeli graditi tabore. To so bile večinoma cerkve na strmih hribih, okoli katerih so kmetje zgradili obzidje. Iz nekaterih so kasnje nastali celo gradovi, kot na primer Pobrežje ob Kolpi. Ljudstvo je po hribih organiziralo stražo, ki je opozarjala na napade Turkov. Ko so se bližali Turki, so na hribih prižgali kres, ki so mu sledili ostali. Tako so bili ljudje posvarjeni, zato da so se lahko pravočasno umaknili na varno. Medtem ko so se možje bojevali na obzidju, so starci, ženske in otroci molili v cerkvi. Verovali so v križ, ki jih bo rešil pred turškim polmesecem.
Da bi omejil roparske pohode Turkov, je vladar ukazal, da utrdijo nekatere kraje, ter jim dal mestne pravice (Črnomelj, Krško, Višnja gora, ...)   
Posledica turškega nasilja je bila izguba velikega dela kmečkega prebivalstva, ki je zbežalo ali je bilo ubito oziroma ujeto. Po padcu Like se je naselilo precejšnje število hrvaških in srbskih beguncev v Belo krajino. V 16. stoletju so posebne skupine beguncev, imenovanih Uskoki, zasedle zapuščene kmetije na Gorjancih. 
Za obrambo pred Turki je na delu ozemlja današnje Hrvaške nastala Vojna krajina, ki je temeljila na ideji generala Ivana Lenkovića. On je tudi zgradil najpomembnejši belokranjski grad Pobrežje ob Kolpi, kjer je bilo brodišče in turški prehod.
Vsaka dežela (Kranjska, Štajerska in Koroška) je imela deželno vojsko. To ni bila stalna vojska, zbrala se je, ko je bilo treba. Vsak zemljiški gospod je moral vanjo poslati nekaj mož, število je bilo odvisno od posesti. Vendar so se zbrali prepočasi, zato jim je turška vojska že prej ušla čez mejo. Leta 1475 je bilo odločeno, da bodo dežele najele stalno vojsko. Za vzdrževanje je moral vsak prebivalec dati po en vinar na teden.
Oborožitev deželne vojske je predstavljalo:
- ognjeno orožje, ki so ga imeli skoraj vsi vojaki, in
- hladno orožje: meči, bodala, bojni biči, helebarde, sulice ipd.

## Slovenski sužnji v turškem ujetništvu
Posledice turških vpadov na slovensko ozemlje so bile za prebivalstvo zelo hude. Po ocenah so Turki do leta 1508 ubili ali odpeljali okoli 200.000 ljudi. Turki so slovenske in druge ujetnike prodajali na trgih za sužnje. Nekateri sužnji so se še naprej ukvarjali s poljedelstvom, saj jim je bilo tako določeno.

## Zmaga pri Sisku
Z zmago pri Sisku leta 1593 so se končali turški vdori na slovensko ozemlje. Tedaj so vsi vedeli: če pade Sisek, potem pade tudi Slovenija, ogrožen bo Rim in zamajal se bo ves krščanski svet.

### Knjige
- Vasko Simoniti, Turki so v deželi že, (Mohorjeva družba, Celje 1990). (COBISS)
- Janez J. Švajncer, Vojna in vojaška zgodovina Slovencev, (Prešernova družba, Ljubljana 1992). (COBISS)
- Zgodovina slovenskega naroda
- Ignacij Voje, Slovenci pod pritiskom turškega nasilja, (Znanstveni inštitut Filozofske fakultete, Ljubljana 1996). (COBISS)
- Bitka pri Sisku